# Merefa
Merefa (ukrajinsky i rusky Мерефа) je město v Charkovské oblasti na Ukrajině. Je zde nádraží a sklářský průmysl. Žije zde přibližně 21 tisíc obyvatel. V roce 2012 žilo v Merefě bezmála více než dvacet tisíc obyvatel.

## Poloha
Merefa leží jen dvaadvacet kilometrů jihozápadně od Charkova, na dálnici M 18, která je součástí evropské silnice 105. Patří do Charkovského rajónu.

## Dějiny
Merefa byla založena v roce 1595 a městem je od roku 1938.
Od října 1941 do 5. září 1943 byla Merefa obsazena německou armádou.